# Blažej Bulla

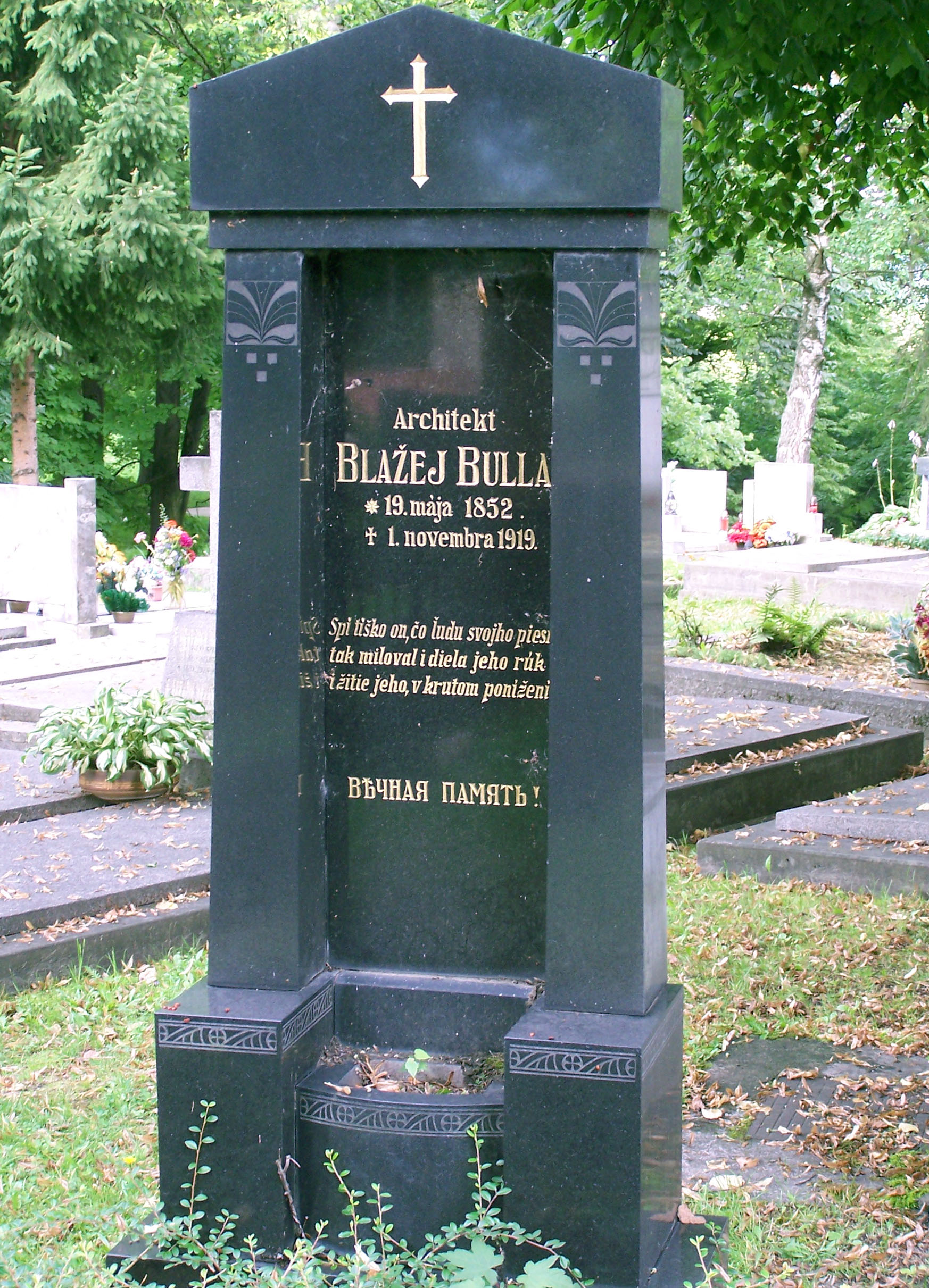
Tomba nel Cimitero nazionale di Martin

Blažej Felix Bulla (Ústie nad Priehradou, 19 maggio 1852 – Martin, 1º novembre 1919) è stato un architetto, drammaturgo e compositore slovacco.

## Biografia
Figlio di Peter Bulla di sua moglie Jana, nota Kohútová, fu battezzato con il nome di Felix Bullya.
Studiò edilizia all'Università Tecnica Ceca di Praga. Durante gli studi fece parte del circolo degli studenti slovacchi Detvan. 
Ritornato in Slovacchia, si stabilì a Martin, dove diede vita a un suo studio di costruzioni. Progettò parecchi edifici a Martin, a Tisovec, a Dolný Kubín e in altre città e località della Slovacchia. Come costruttore lavorò anche a Samarcanda, ma dopo gli insuccessi in Uzbekistan fece ritorno a Martina e terminò la sua attività edile e architettonica.
Nel 1918 fu tra i firmatari della Dichiarazione di Martin.

## Attività
Si dedicò soprattutto all'architettura e fu pioniere in Slovacchia nell'attingere ispirazione dal patrimonio dell'architettura popolare. La sua attività esercitò una notevole influenza sull'architetto Dušan Jurkovič, che per un certo periodo fu suo praticante. Si dedicò anche al teatro, come drammaturgo, componendo per i suoi drammi anche la musica, attingendo soprattutto dal repertorio delle fiabe.

## Opere

### Architettura

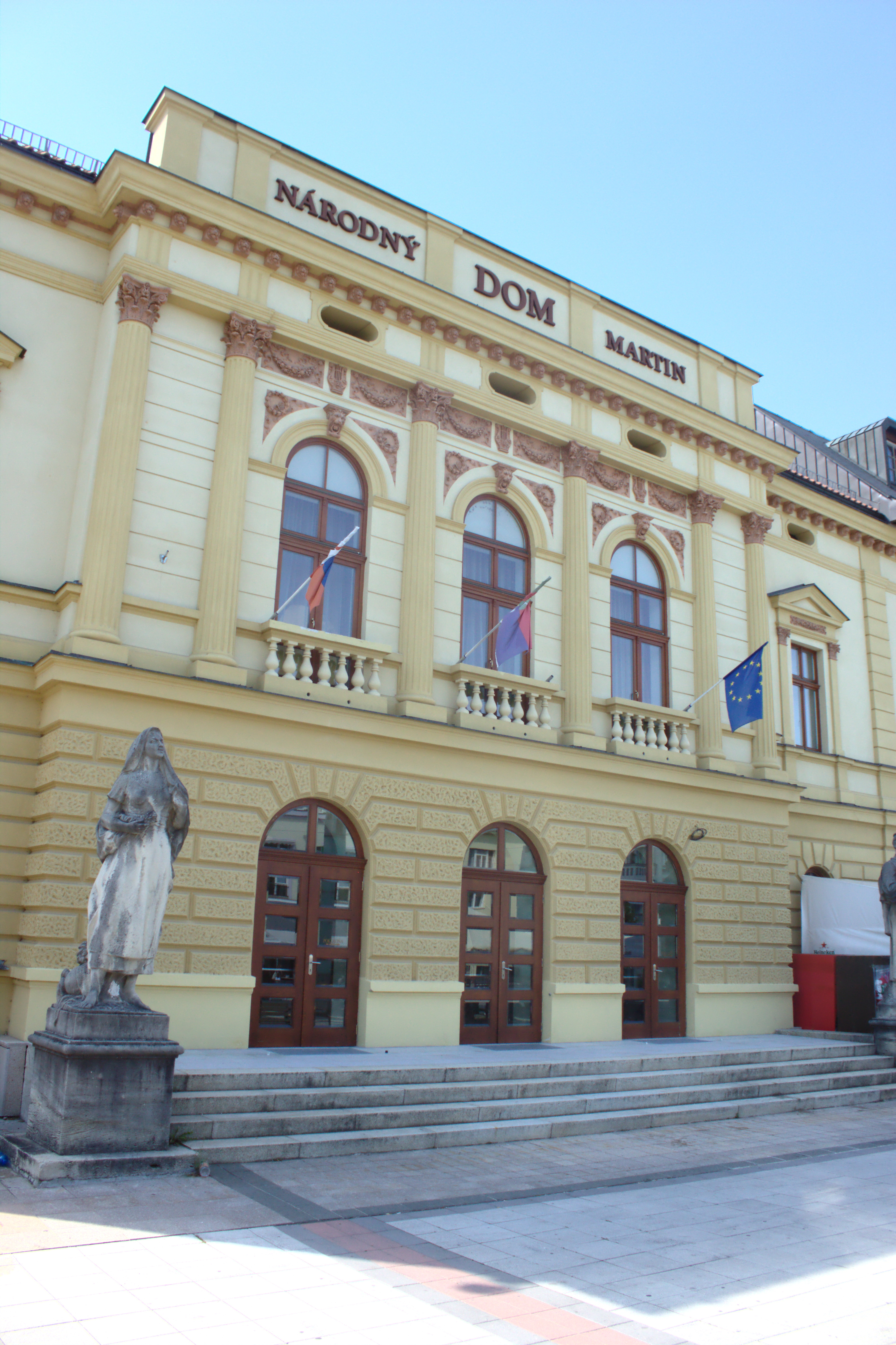
La Casa Nazionale di Martin, considerata il suo capolavoro.

- 1879 – Dolný Kubín: edificio della Cassa di risparmio
- 1880 – Partizánska Ľupča: chiesa evangelica
- 1881 – Lúčky: albergo delle terme
- 1881 – Kráľova Lehota: chiesa evangelica
- 1881 – Tisovec: ospedale
- 1882 – Dolný Kubín: scuola municipale
- 1883 – Sučany: canonica evangelica
- 1885 – Liptovský Mikuláš: foyer del teatro
- 1885 – Vanišov: chiesa evangelica e campanile
- 1885 – Tisovec: scuola
- 1886 – Tisovec: ospedale
- 1887 – Likavka: chiesa cattolica
- 1887 – Horné Jaseno: canonica evangelica
- 1887 – Mošovce: scuola evangelica
- 1888 – Martin: Casa Nazionale
- 1890 – Važec: chiesa evangelica
- 1892 – Martin: Birrificio e fabbrica di gazosa della Slovacchia centrale
- 1892 – Rajec: scuola
- 1893 – Slovany: chiesa cattolica
- 1896 – Tisovec: edifici evangelici
- 1909 – Martin: cippo per Andrej Kmeť al Cimitero nazionale

### Letteratura e musica
- 1901 – Sbierka slovenských štvorspevov pre mužské a miešané sbory ("Raccolta di canti slovacchi a quattro voci per cori maschili e misti")
- 1906 – Sokolský pochod Americkým „Slovenským Sokolom“ prvou cenou poctený ("Marcia del Sokol[1] per il Sokol slovacco in America, vincitrice del primo premio")
- 1907 – Bože ráč nás… ("Dio, favoriscici…")
- Hľadaj ma ("Cercami")